# Comuna Negrași, Argeș
Negrași este o comună în județul Argeș, Muntenia, România, formată din satele Bârlogu, Buta, Mozacu și Negrași (reședința).

## Așezare
Comuna se află în marginea sud-estică a județului, la limita cu județul Dâmbovița, pe malurile râurilor Dâmbovnic și Mozacu. Este străbătută de șoseaua județeană DJ659, care o leagă spre nord-vest de Rociu, Suseni, Bradu (unde se intersectează cu DN65B) și Pitești (unde se termină în DN65) și spre sud-est de Mozăceni, Slobozia, Ștefan cel Mare și mai departe în județul Dâmbovița de Șelaru. Din acest drum, lângă Bârlogu se ramifică șoseaua județeană DJ508, care duce spre nord la Teiu, Rătești și Căteasca. Tot din DJ659, la Negrași se ramifică șoseaua județeană DJ679D, care duce spre est în județul Dâmbovița la Răscăeți.

## Toponimie
1. Bârlogu - toponim topografic alcătuit pe baza apelativului bârlog - „vizuina unor animale sălbatice”, dar și cu sens peiorativ de „locuință” (în acest caz, referirea la aspectul așezării este depreciativă).
2. Buta - toponim social format pe baza apelativului bute cu sens multiplu: „butoi, dar și butuc de roată”, relevând ocupațiile locale.
3. Mozacu - toponim care are la origine antroponimicul Mozacu, format pe baza unui apelativ, mozac = „om închis, tăcut; zdravăn, rezistent”.
4. Negrași - toponim topografic format pe baza eponimului Negrea - atestat în tradiția orală locală, și din sufixul -ași, care indică proveniența locuitorilor. O variantă a originii toponimului Negrași asociază geneza acestuia cu un apelativ-poreclă = „oameni cu o culoare mai închisă a pielii”.

## Specific etnocultural
Arhitectura populară locală prezintă particularități ale arhitecturii zonei de câmpie a județului Argeș. Sub raport constructiv, casele vechi erau realizate din lemn și prezentau un plan bicameral (tindă și odaie).
În prima jumătate a secolului XX, se adoptă tehnica de edificare a pereților pe baza unei structuri din grădele de nuiele fixate, prin montanți verticali, în „talpa” construcție și, respectiv, în cosoroabele care formează cununa acoperișului. Ulterior, se extinde tipul de casă în paiantă, al cărui element de susținere îl constituie un schelet de furci din lemn fixate în „talpă” și în „cununa” acoperișului pe care se bat „paiantele” din lemn de salcâm sau din alte esențe tari. În spațiul dintre paiante, se introduce lut special preparat. Pereții sunt tencuiți cu un amestec din pământ și paie tocate. Pentru a se preveni incendiile, peretele din dreptul vetrei se construiește din cărămidă arsă sau din „chirpic”.
Casele prezintă prispe parțiale sau totale prevăzute cu stâlpi de lemn la extremități, sau, în cazul caselor dezvoltate longitudinal, dispuși la distanțe relativ egale pe toată lungimea acestora.
Portul popular tradițional local subliniază influențe ale zonei Teleorman.
Din repertoriul folclorului coregrafic zonal, elemente de particularizare locală prezintă dansurile: Brâul călușăresc, Buceagul, Sălcioara, Țânțărașul.

## Demografie
Componența etnică a comunei Negrași
     Români (95,13%)
     Alte etnii (0,21%)
     Necunoscută (4,66%)
Componența confesională a comunei Negrași
     Ortodocși (94,19%)
     Alte religii (0,94%)
     Necunoscută (4,87%)
Conform recensământului efectuat în 2021, populația comunei Negrași se ridică la 1.911 locuitori, în scădere față de recensământul anterior din 2011, când fuseseră înregistrați 2.387 de locuitori. Majoritatea locuitorilor sunt români (95,13%), iar pentru 4,66% nu se cunoaște apartenența etnică. Din punct de vedere confesional, majoritatea locuitorilor sunt ortodocși (94,19%), iar pentru 4,87% nu se cunoaște apartenența confesională.

## Politică și administrație
Comuna Negrași este administrată de un primar și un consiliu local compus din 11 consilieri. Primarul, Alexandru Constantin[*], de la Partidul Social Democrat, este în funcție din 2016. Începând cu alegerile locale din 2024, consiliul local are următoarea componență pe partide politice:
|  | Partid                     | Consilieri | Componența Consiliului | Componența Consiliului | Componența Consiliului | Componența Consiliului | Componența Consiliului | Componența Consiliului |
|  | -------------------------- | ---------- | ---------------------- | ---------------------- | ---------------------- | ---------------------- | ---------------------- | ---------------------- |
|  | Partidul Social Democrat   | 6          |                        |                        |                        |                        |                        |                        |
|  | Partidul Național Liberal  | 3          |                        |                        |                        |                        |                        |                        |
|  | Uniunea Salvați România    | 1          |                        |                        |                        |                        |                        |                        |
|  | Partidul Mișcarea Populară | 1          |                        |                        |                        |                        |                        |                        |

## Istorie
La sfârșitul secolului al XIX-lea, comuna făcea parte din plasa Gălășești a județului Argeș și era formată din satele Adunați, Negrași și Romanați, având în total 1080 de locuitori; existau aici o biserică și o școală primară rurală. La acea vreme, pe teritoriul actual al comunei mai funcționa în aceeași plasă și comuna Bârlogi, cu satele Bârlogu și Leșile și cu o populație de 922 de locuitori. În această comună existau o biserică veche și o școală primară.
Anuarul Socec din 1925 consemnează comunele în plasa Dâmbovnic a aceluiași județ. Comuna Negrași avea 1840 de locuitori în satele Cantacuzu, Mozacu și Negrași; iar comuna Bârlogu avea 1520 de locuitori în satele Bârlogu și Buta.
În 1950, comuna a fost transferată raionului Costești din regiunea Argeș. În 1968, ea a revenit la județul Argeș, reînființat; cu această ocazie, comuna Bârlogu a fost desființată, satele ei trecând la comuna Negrași.

## Patrimoniul cultural-istoric
Biserica Bârlogu a fost ctitorită în perioada 1812-1815, de preoții Gheorghe și Stoica, împreună cu obștea satului, având ajutorul financiar al boierilor de origine greacă, Costea și Ilie. A fost reparată de nenumărate ori: 1879, 1935, 1944-1945. Biserica prezintă un plan dreptunghiular, cu absidă poligonală decroșată și pridvor închis, turlă octogonală deasupra pronaosului. Decorația exterioară este redusă la un brâu din tencuială în formă de torsadă cu împletitură triplă. A fost construită o clopotniță (1992-1997). Întrucât pictura murală inițială se degradase substanțial, s-a trecut la restaurarea acesteia în 1879, portretele ctitorilor conservându-se în pronaos. În patrimoniul bisericii, se află cărți ritualice: Tipic (XIX), Mineie (1852), Ceaslov (1854) și icoane pictate pe lemn în sec. al XIX-lea: un epitaf (1935), clopot.
Biserica Leșile-Mozacu (1926-1928) a fost ctitorită de colonel D. Nicolescu din București și Ion Ivan, iar meșter zidar a fost Zamfir Bănică.
Biserica Negrași (1875) a fost ctitorită de obștea satului Negrași, pe locul unei biserici de lemn datând din 1750, acoperite cu stuf, „după obiceiul vremii”. Intervențiile de restaurare au vizat consolidarea (1899) și repictarea bisericii (1946).
Cruce de piatră de la Bârlogu a fost ridicată în anul 1642, în curtea bisericii.

## Rezervații naturale
POIANA NARCISELOR, în suprafață de 4,1 ha, situată în lunca râului Dâmbovnic, este o rezervație naturală, protejată prin lege, pentru valoarea științifică a speciei florale și cadrul peisagistic al covorului de narcise, dominat de siluetele unor arbori.
Condițiile climatice existente au favorizat, în acest areal depresionar umed, apariția unei specii de narcise (Narcissus stellaris), care înfloresc, primăvara, în perioada de la sfârșitul lunii aprilie până la începutul lunii iunie.
Narcisa de la Negrași - numită, local, coprină - este o plantă erbacee, cu tulpină subțire de culoare verde, frunze înguste, ușor îndoite pe nervura principală, cu flori albe, solitare, a căror coronulă este marcată prin margini roșii, iar petalele sunt de culoare alb-gălbui deschis, fin parfumate.
Anual, se organizează, la Negrași, în perioada de maximă înflorire a narciselor, o sărbătoare populară devenită tradițională. Numele literar al plantei provine din mitologie, Narcis fiind un tânăr frumos, îndrăgostit de propriul său chip, metamorfozat, după moarte, în această floare.